# نیکلاس دامس
نیکلاس دامس (انگلیسی: Niklas Dams؛ زادهٔ ۲۸ مهٔ ۱۹۹۰) بازیکن فوتبال اهل آلمان است.
از باشگاه‌هایی که در آن بازی کرده‌است می‌توان به باشگاه فوتبال وهن ویسبادن و باشگاه فوتبال سروت ۱۸۹۰ اشاره کرد.